# Copa CECAFA Sub-20 2010
La Copa CECAFA Sub-20 del 2010 fue la undécima  edición del campeonato regional sub-20 del África del Este.
Todos los partidos se jugaron en Asmara del 14 de agosto hasta el 29 de agosto. Era la primera vez que se realizaba un torneo de Copa CECAFA de cualquier categoría en Eritrea.

## Información
- Etiopía,  Yibuti y  Burundi no se inscribieron para participar en el campeonato.
- Yemen fue invitado para jugar en el torneo; lo cual significó un hecho histórico para los torneos de Copa CECAFA, pues era la primera vez que el comité oficial invitaba a un equipo fuera de la región y, por consiguiente, asiático.

## Fase de grupos

### Grupo A
| Equipo   | Pts | PJ | PG | PE | PP | GF | GC | DG |
| -------- | --- | -- | -- | -- | -- | -- | -- | -- |
| Eritrea  | 10  | 4  | 3  | 1  | 0  | 5  | 2  | +3 |
| Kenia    | 7   | 4  | 2  | 1  | 1  | 11 | 4  | +7 |
| Tanzania | 4   | 4  | 1  | 1  | 2  | 3  | 5  | -2 |
| Sudán    | 3   | 4  | 0  | 3  | 1  | 3  | 4  | -1 |
| Somalia  | 2   | 4  | 0  | 2  | 2  | 2  | 9  | -7 |

| 14 de agosto de 2010, 18:00 | Eritrea                   | 1:0 (1:0) | Tanzania | Estadio Cicero, Asmara         |                                |
|                             | Abraham Tedros 44' (pen.) |           |          | Asistencia: 10000 espectadores | Asistencia: 10000 espectadores |

| 15 de agosto de 2010, 16:00 | Somalia | 0:0 | Sudán | Estadio Cicero, Asmara |  |

| 17 de agosto de 2010, 14:00 | Tanzania        | 1:1 (1:0) | Somalia         | Estadio Cicero, Asmara |  |
|                             | Salum Abdul 37' |           | Sadow Kasim 55' |                        |  |

| 17 de agosto de 2010, 16:00 | Kenia                               | 2:2 (1:1) | Sudán                                    | Estadio Cicero, Asmara |  |
|                             | Jacob Keli 32' · Raphael Mugiai 85' |           | Mohamed Abdel 43' · Nadir El Tayib 90+2' |                        |  |

| 19 de agosto de 2010, 14:00 | Somalia | 0:6 (0:2) | Kenia                                                                          | Estadio Cicero, Asmara |  |
|                             |         |           | Duncan Owiti 6' · Raphael Mugiai 38' 71' · Moses Arita 67' 90' · Paul Were 81' |                        |  |

| 19 de agosto de 2010, 16:00 | Sudán                | 1:1 (1:0) | Eritrea                   | Estadio Cicero, Asmara |  |
|                             | Abdelrahim Ishaq 38' |           | Abraham Tedros 47' (pen.) |                        |  |

| 21 de agosto de 2010, 14:00 | Tanzania       | 1:3 (0:2) | Kenia                                                | Estadio Cicero, Asmara |  |
|                             | Ali Mbwana 83' |           | Jacob Keli 13' · Paul Were 27' · Innocent Mutiso 56' |                        |  |

| 21 de agosto de 2010, 16:00 | Eritrea                                 | 2:1 (0:0) | Somalia                 | Estadio Cicero, Asmara        |                               |
|                             | Tesfalem Tekle 63' · Abraham Tedros 77' |           | Moalim Bader 88' (pen.) | Asistencia: 9400 espectadores | Asistencia: 9400 espectadores |

| 23 de agosto de 2010, 14:00 | Sudán | 0:1 (0:0) | Tanzania           | Estadio Cicero, Asmara |  |
|                             |       |           | Jerome Lembele 49' |                        |  |

| 23 de agosto de 2010, 16:00 | Kenia | 0:1 (0:0) | Eritrea             | Estadio Cicero, Asmara |  |
|                             |       |           | Meron Hebteslus 59' |                        |  |

### Grupo B
| Equipo   | Pts | PJ | PG | PE | PP | GF | GC | DG |
| -------- | --- | -- | -- | -- | -- | -- | -- | -- |
| Uganda   | 9   | 3  | 3  | 0  | 0  | 9  | 5  | +4 |
| Ruanda   | 4   | 3  | 1  | 1  | 1  | 3  | 4  | -1 |
| Zanzíbar | 4   | 3  | 1  | 1  | 1  | 5  | 5  | 0  |
| Yemen    | 0   | 3  | 0  | 0  | 3  | 3  | 6  | -3 |

| 15 de agosto de 2010, 14:00 | Yemen              | 1:2 (0:2) | Zanzíbar                     | Estadio Cicero, Asmara |  |
|                             | Aiman Al Hagri 57' |           | Ali Badri 7' · Ali Osman 24' |                        |  |

| 16 de agosto de 2010, 16:00 | Uganda                      | 3:1 (2:0) | Ruanda              | Estadio Cicero, Asmara |  |
|                             | Dan Serenkuma 18' 38' 90+3' |           | Emery Bayisenge 85' |                        |  |

| 18 de agosto de 2010, 14:00 | Zanzíbar                    | 1:1 (1:1) | Ruanda                | Estadio Cicero, Asmara |  |
|                             | Ventrous Kamanya 45' (pen.) |           | Saleh Ahmed 35' (ag.) |                        |  |

| 18 de agosto de 2010, 16:00 | Uganda                                                 | 3:2 (1:1) | Yemen                              | Estadio Cicero, Asmara |  |
|                             | Ivan Bukenya 12' · Patrick Edema 79' · Saddam Juma 81' |           | Essam Woraji 21' · Emad Tawfik 72' |                        |  |

| 20 de agosto de 2010, 14:00 | Ruanda                | 1:0 (0:0) | Yemen | Estadio Cicero, Asmara |  |
|                             | Faustin Usegimana 61' |           |       |                        |  |

| 20 de agosto de 2010, 16:00 | Zanzíbar                | 2:3 (2:2) | Uganda                                               | Estadio Cicero, Asmara |  |
|                             | Ventrous Kamanya 9' 13' |           | Dan Serenkuma 7' · Omar Ngobi 41' · Ivan Bukenya 79' |                        |  |

NOTA:  Ruanda terminó segundo porque Zanzíbar hizo jugar a un futbolista de 22 años en el partido que sostuvo contra  Yemen. A pesar de haber quedado igualados en puntos, el comité ejecutivo de la CECAFA decidió que clasificara Ruanda a las semifinales.

## Fase final

### Semifinales
| 24 de agosto de 2010, 16:00 | Eritrea                   | 1:0 (0:0) | Ruanda | Estadio Cicero, Asmara              |                                     |
|                             | Abraham Tedros 75' (pen.) |           |        | Árbitro(s): Waziri Sheha (Zanzíbar) | Árbitro(s): Waziri Sheha (Zanzíbar) |

| 26 de agosto de 2004, 14:00 | Uganda                              | 2:1 (1:1) | Kenia            | Estadio Cicero, Asmara                |                                       |
|                             | Saddam Juma 14' · Dan Serenkuma 50' |           | Jacob Keli 45+2' | Árbitro(s): Hassan El Fadhier (Sudán) | Árbitro(s): Hassan El Fadhier (Sudán) |

### Tercer lugar
| 28 de agosto de 2004, 14:00 | Ruanda | 0:1 (0:0) | Kenia              | Estadio Cicero, Asmara |  |
|                             |        |           | Raphael Mugiai 67' |                        |  |

### Final
| 29 de agosto de 2010, 12:00 | Eritrea             | 1:1 (t. s.)(3:5 p.) | Uganda             | Estadio Cicero, Asmara                |                                       |
|                             | Tesfalem Tekle 120' |                     | Dan Serenkuma 112' | Árbitro(s): Hassan El Fadhier (Sudán) | Árbitro(s): Hassan El Fadhier (Sudán) |

### Campeón
| Uganda         |
| Campeón Uganda |
| 3.er título    |

## Goleadores
| Jugador           | Selección | Goles |
| ----------------- | --------- | ----- |
| Dan Serenkuma     | Uganda    | 6     |
| Abraham Tedros    | Eritrea   | 4     |
| Raphael Mugiai    | Kenia     | 4     |
| Jacob Keli        | Kenia     | 3     |
| Ventrous Kamanya  | Zanzíbar  | 3     |
| Moses Arita       | Kenia     | 2     |
| Tesfalem Tekle    | Eritrea   | 2     |
| Paul Were         | Kenia     | 2     |
| Ivan Bukenya      | Uganda    | 2     |
| Ali Badri         | Zanzíbar  | 1     |
| Ali Osman         | Zanzíbar  | 1     |
| Aiman Al Hagri    | Yemen     | 1     |
| Emery Bayisenge   | Ruanda    | 1     |
| Salum Abdul       | Tanzania  | 1     |
| Sadow Kasim       | Somalia   | 1     |
| Mohamed Abdel     | Sudán     | 1     |
| Nadir El Tayib    | Sudán     | 1     |
| Essam Woraji      | Yemen     | 1     |
| Emad Tawfik       | Yemen     | 1     |
| Patrick Edema     | Uganda    | 1     |
| Duncan Owiti      | Kenia     | 1     |
| Abdelrahim Ishaq  | Sudán     | 1     |
| Faustin Usegimana | Ruanda    | 1     |
| Omar Ngobi        | Uganda    | 1     |
| Innocent Mutiso   | Kenia     | 1     |
| Ali Mbwana        | Tanzania  | 1     |
| Moalim Bader      | Somalia   | 1     |
| Jerome Lembele    | Tanzania  | 1     |
| Meron Hebteslus   | Eritrea   | 1     |